# 通北公园
31°15′48″N 121°30′59″E / 31.2634°N 121.5165°E
通北公园，原名汇山公园，是上海曾经存在的一座公园，位于当时的公共租界北区。1911年建成，1950年改为工人俱乐部，移出公园名录，现仅残余少部分绿地。

## 历史
园址为租界工部局于1909年以4.4万两白银购得的土地，其中公园面积为36.61亩。1911年6月30日建成对外国人开放。公园整体为东西向矩形形状，东至华盛路（今许昌路）、西至韬朋路（今通北路）、南至汇山路（今霍山路）、北至吉林路。公园西部为荷兰式花园，中部为网球场和保龄球场，东北部为景观坡地和水池，东南部为儿童游乐场，并设有草地滚球场:已废公园。1920年，工部局在儿童游乐场内增加了秋千、转椅等游乐设施。1931年9月对中国人开放。1937年公园于八一三事变中受损，1938年1月修复。1944年6月更名为通北公园。1950年公园整体移交上海市总工会，园址内建设沪东工人俱乐部，残部以“劳动公园”名称对外开放，不再纳入正式公园名录:20-21，后因工人俱乐部扩建公园不断变小，现平面图上仅残余原水池和坡地区域。